# Wilma Maria de Faria
Wilma Maria de Faria (Mossoró, 17 de febrero de 1945-Natal, 15 de junio de 2017) fue una maestra y política afiliada al PSB.
Fue elegida en 1983 diputada federal en la Asamblea Constituyente, también fue alcaldesa de Natal desde 1988 a 1992. Volvió a ser elegida alcaldesa en 1996, tras enfrentarse a su sucesor que ella misma había propuesto. Es reelegida en el 2000. Ya en 1994 se presentó a gobernadora de Río Grande del Norte, siendo derrotada por José Agripino Maia, pero no fue hasta el 2003 cuando fue elegida gobernadora. En las elecciones a la gobernadoría de 2006 consiguió la reelección venciendo en la segunda vuelta a Garibaldi Alves Filho.
| Predecesor: Garibaldi Alves Filho | Gobernadora de Río Grande del Norte 2003-2010 | Sucesor: Rosalba Ciarlini |